# Kate Sessions

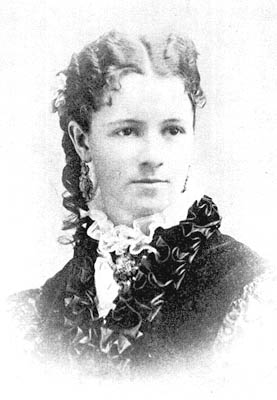
Kate Sessions

Katherine Olivia „Kate“ Sessions (* 8. November 1857; † 24. März 1940) war eine amerikanische Botanikerin, Gärtnerin und Landschaftsarchitektin, eng verbunden mit San Diego, California, und dem dortigen Balboa Park.

## Leben und Schaffen
Sessions wurde in San Francisco, Kalifornien, geboren und schloss 1881 ihr naturwissenschaftliches Studium an der University of California, Berkeley ab. 1883 zog sie nach San Diego und arbeitete ein Jahr lang als Lehrerin und Vizedirektorin an der Russ School (heute San Diego High School).
Bald wandte sie sich ihrem eigentlichen Interesse zu, dem Gartenbau. 1885 erwarb sie eine Gärtnerei und war binnen weniger Jahre Besitzerin eines Blumenladens, von Gartenbauflächen und Gärtnereien in Coronado, Pacific Beach und Mission Hills. Letzteres, 1910 gegründet und 1926 an Mitarbeiter verkauft, besteht als Missions Hills Nursery bis heute.
1892 schloss Sessions mit der Stadt San Diego einen Pachtvertrag über Anbauflächen im Balboa Park (damals City Park). Im Gegenzug verpflichtete sie sich, jährlich 100 Bäume in den damals überwiegend brachliegenden Park zu pflanzen und weitere 300 Bäume im übrigen Stadtgebiet. Bis heute stammt daher der größte Teil des umfangreichen alten, aus weltweit importiertem Saatgut gezogenen Baumbestandes im Park. Neben vielen anderen von ihr kultivierten Arten rechnet man ihr insbesondere die Verbreitung des Jacaranda-Baumes an. Sie sammelte, züchtete und verbreitete auch zahlreiche einheimische Pflanzen Kaliforniens für die gärtnerische Nutzung, unter anderem durch Reisen nach Baja California und Europa.
Gemeinsam mit Alfred D. Robinson gründete sie 1907 die San Diego Floral Association, den ältesten Gartenbauverein in Südkalifornien, der eine wichtige Rolle bei der Verbreitung gärtnerischen know-hows spielte. Gemeinsam mit der Architektin Hazel Wood Waterman übernahm sie die Gartengestaltung einer Häusergruppe von Alice Lee in der Nähe des Balboa Park.
Sessions starb mit 82 Jahren und wurde auf dem Friedhof Mount Hope Cemetery in San Diego begraben.

## Ehrungen
Ihre Tätigkeit in der Pflanzenzucht und ihre zahlreichen Fachartikel zum Thema ließen Kate Sessions international bekannt werden. Während der California Pacific International Exposition wurde sie am 22. September 1935 geehrt und zur „Mutter des Balboa Parks“ ernannt. 1939 wurde sie als erste Frau mit der angesehenen Frank N. Meyer Medaille der American Genetic Association ausgezeichnet.
In San Diego tragen der Kate O. Sessions Memorial Park und eine Schule ihren Namen. Im Balboa Park erinnert eine Bronzestatue an der Sefton Plaza seit 1998 an sie.
2006 wurde sie vom Women’s Museum of California in der Kategorie „Wegbereiter“ in die San Diego County Women’s Hall of Fame aufgenommen.
2013 erschien das Kinderbuch The Tree Lady: The True Story of How One Tree-Loving Woman Changed a City Forever, das ihre Lebensgeschichte und gesellschaftliches Wirken erzählt.